# Sessinia notaticollis
Sessinia notaticollis is een keversoort uit de familie schijnboktorren (Oedemeridae). De wetenschappelijke naam van de soort is voor het eerst geldig gepubliceerd in 1952 door Pic.